# اوی اشمایلو
استریکس (به انگلیسی: Astrix) با نام واقعی اَوی اِشمایلوُ(به انگلیسی: Avi Shmailov)(به عبری: אבי שמיילוב) زاده ۱۲ مه ۱۹۸۱ یک نوازنده، دی‌جی، و تهیّه‌کنندهٔ در سبک سایکدلیک ترنس است. او در رده‌بندی دی‌جی‌های سراسر جهان به‌وسیلهٔ مجلّهٔ دی‌جی در سال ۲۰۰۶ در رتبه۴۱ و در سال ۲۰۰۷ در رتبه ۱۸ قرار گرفت.